# フランク・ウォーラー
フランク・レアード・ウォーラー (Frank Laird Waller、1884年6月24日 - 1941年11月29日)は、アメリカ合衆国の陸上競技選手。400mを専門とする選手で、1904年セントルイスオリンピックの400mと、400mハードルの2種目で銀メダルを獲得した選手である。